# Wilhelm von Flattich
Wilhelm von Flattich (od roku 1878 Rytíř Wilhelm von Flattich, 2. října 1826 Stuttgart – 24. února 1900 Vídeň) byl německo-rakouský architekt, v letech 1857–1878 hlavní stavební inženýr Rakouské společnosti státní dráhy (StEG).

## Život a dílo
V roce 1847 absolvoval Polytechnický ústav ve Stuttgartu, v letech 1855–1857 pracoval u wittenberské drážní společnosti. Roku 1857 byl přijat na pozici stavebního inženýra k StEG.
Jím navržené normálie, tedy typizované stavební projekty stanic a dalších drážních budov, byly v 50., 60. a 70. letech 19. století realizovány na různých železničních projektech společnosti po celé rakouské říši. Flattichovy stavby lze nalézt například na tratích z Chocně do Broumova (Choceňsko-broumovská dráha, ze Zastávky u Brna do Hevlína a dále do Rakouska, z Znojma do Hrušovan nad Jevišovkou (část trati 246) nebo stanice na trati z Innsbrucku k hranicím s Itálií.
V roce 1869–1873 byl realizován jeho návrh budovy vídeňského Jižního nádraží (Wien Südbahnhof), ve stejném roce byl postaven projekt nádraží Praha-Bubny a přilehlých rozsáhlých železničních dílen. Pracoval také na projektech velkých nádraží v Grazu, Kufsteinu a Terstu. Typizované stanice podle Flattichových plánů lze počítat na desítky. Za jeho pracovní činnost mu byl roku 1878 udělen rytířský titul.
Zemřel ve věku 75 let a je pohřben společně se svou manželkou Marií na hřbitově ve vídeňském Döblingu.

## Nádražní budovy

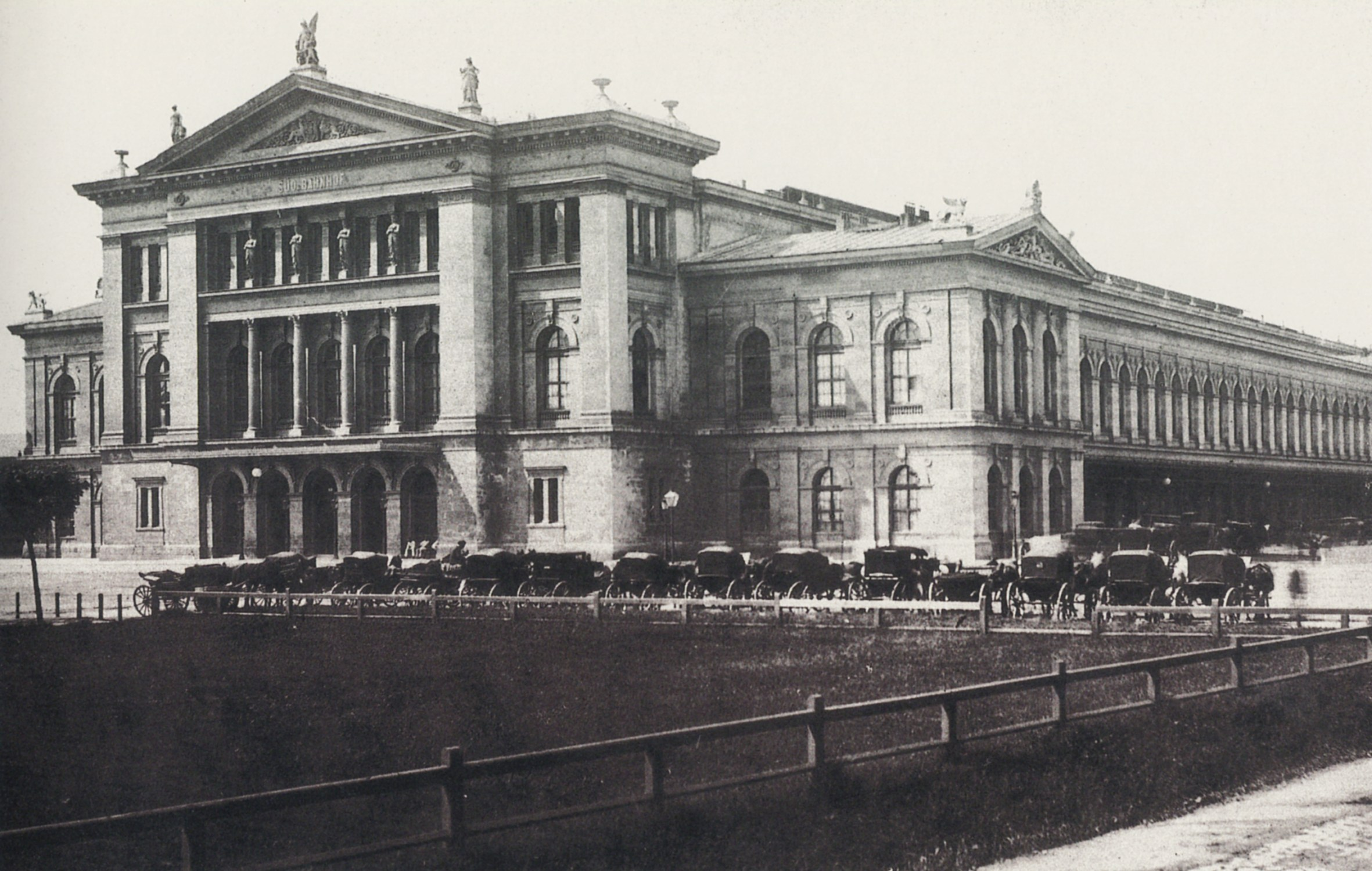
W. von Flattich, Wien Südbahnhof (1873)
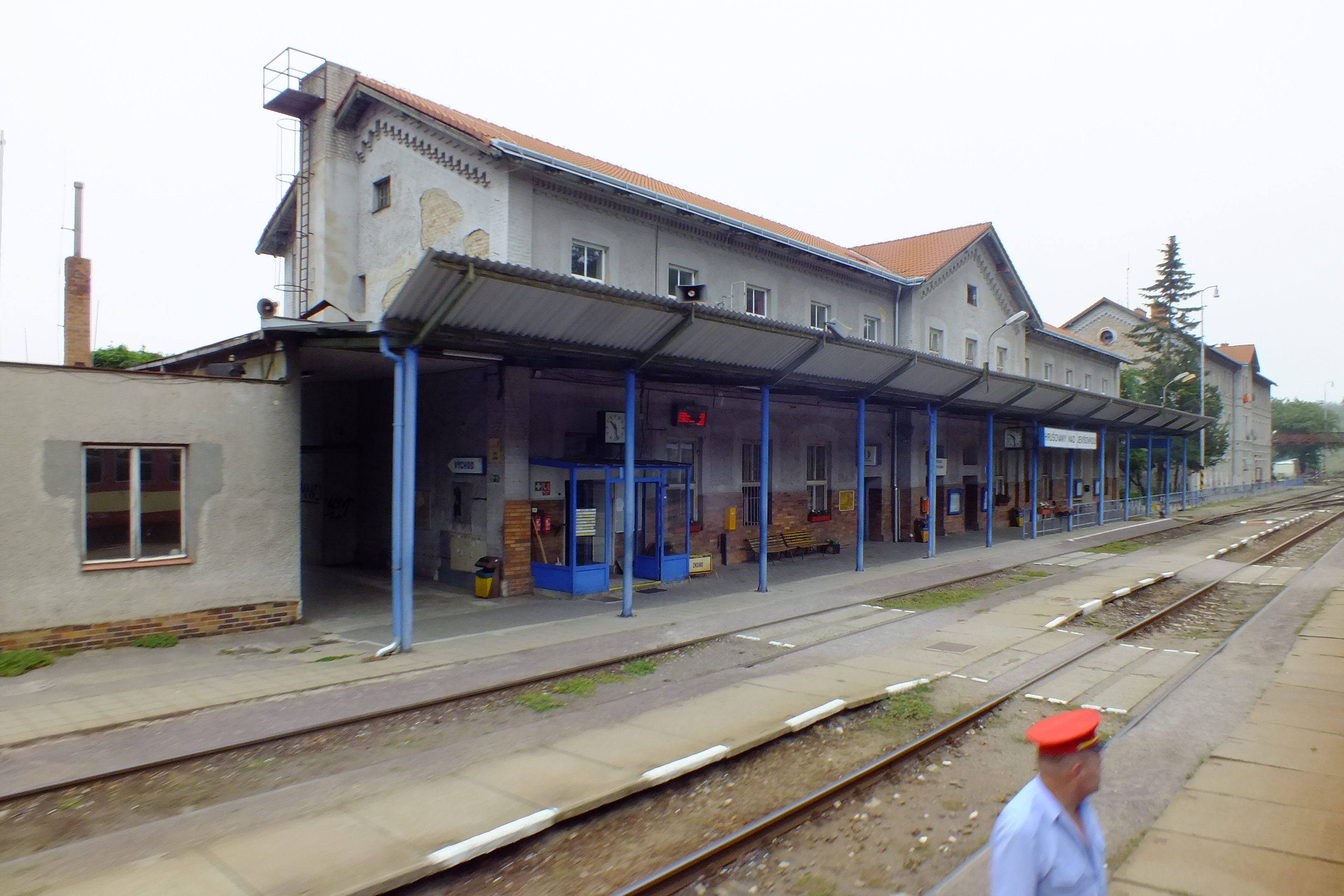
W. von Flattich, Hrušovan nad Jevišovkou (1870)
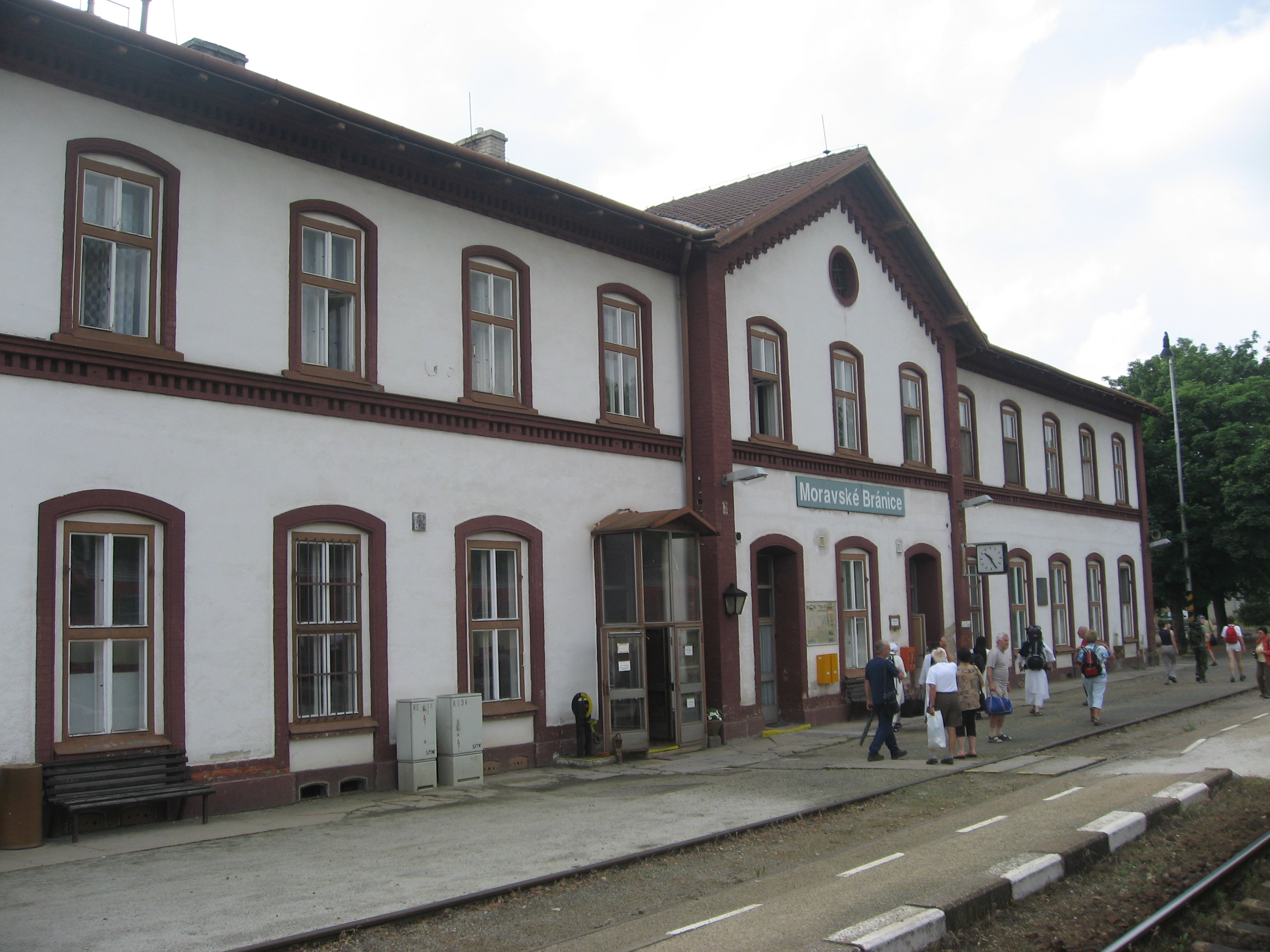
W. von Flattich, Nádraží Moravské Bránice (1875)
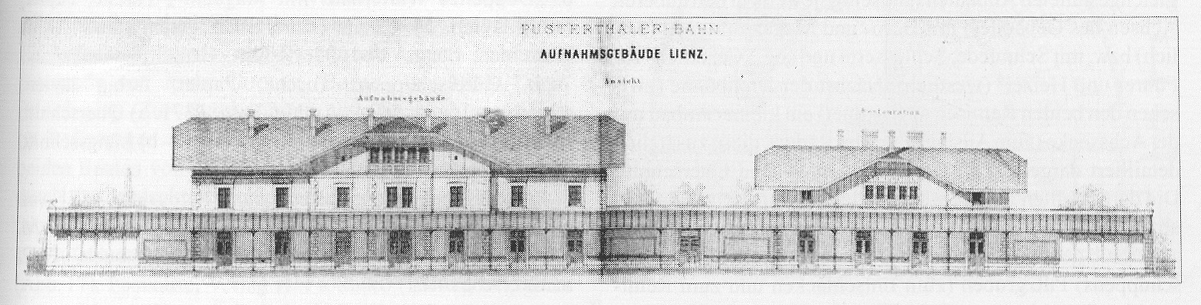
W. von Flattich, Návrh nádraží v Linci (1871)
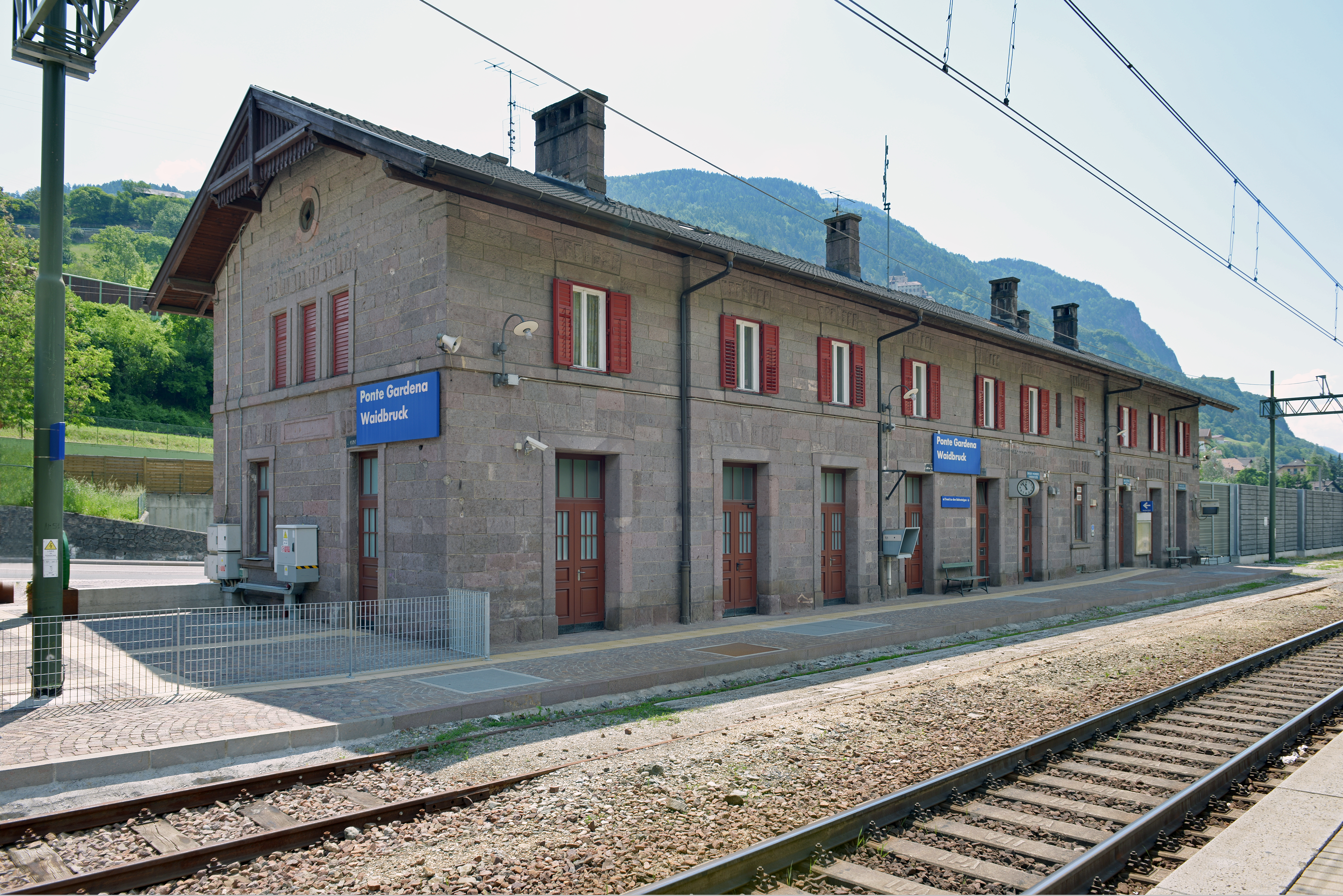
W. von Flattich, Nádraží Waidbruck-Lajen v Tyrolsku